# セントラルコア病
セントラルコア病 (せんとらるこあびょう、英: central core disease, CCD, central core myopathy) とは、常染色体優性先天性ミオパチーの一つである。1956年に Shy と Magee によって最初に報告された。顕微鏡下での筋原線維の外観によって特徴付けられる。